# Ayenia berlandieri
Ayenia berlandieri är en malvaväxtart som beskrevs av S. Wats.. Ayenia berlandieri ingår i släktet Ayenia och familjen malvaväxter. Inga underarter finns listade i Catalogue of Life.